# Klausjürgen Wussow
Klausjürgen Wussow (* 30. April 1929 in Cammin/Pommern; † 19. Juni 2007 in Rüdersdorf bei Berlin) war ein deutscher Schauspieler und Synchronsprecher. Seine bekannteste Rolle war die des Professor Klaus Brinkmann in der Krankenhausserie Die Schwarzwaldklinik.

## Leben und Werk

### Herkunft und Jugend
Klausjürgen Wussow wurde als zweiter von vier Söhnen des Kantors und Lehrers Max Wussow (1896–1939) und seiner Frau Edith, geb. Weidtke, in Cammin in Hinterpommern (Preuß. Provinz Pommern; heute Kamień Pomorski, Polen) geboren.
Er hatte eine Iris-Heterochromie, also zwei unterschiedliche Augenfarben. Der Vater fiel kurz nach Beginn des Zweiten Weltkrieges im September 1939. In den letzten Kriegswochen flohen seine Mutter und seine Brüder Horst, Rüdiger und Wolf-Dieter nach Westen. Wussow selbst blieb zunächst als Melder zurück. Nach einem Aufenthalt bei den Großeltern im mecklenburgischen Waren wurde er noch im April 1945 zur Wehrmacht eingezogen und verwundet. Nach dem Kriegsdienst besuchte Wussow ab 1946 die Oberrealschule (heute Richard-Wossidlo-Gymnasium) in Waren. Einer seiner Mitschüler war Heiner Müller. Er stand schon als Schüler auf der Bühne des Warener Städtebundtheaters. Da sich Wussow weigerte, der Freien Deutschen Jugend (FDJ) beizutreten, musste er die Schule drei Monate vor dem Abitur verlassen und daher auf das angestrebte Medizinstudium und eine Laufbahn als Chirurg verzichten. So widmete er sich der Schauspielerei und bekam beim Kulturbund in Waren seine erste Rolle.

### Theater
Nach dem Debüt als Rolf in Friedrich Wolfs Professor Mamlock an der Volksbühne Schwerin nahm Wussow Schauspielunterricht bei Marliese Ludwig in Berlin und erhielt ein Teilstipendium an der Schauspielschule des Hebbel-Theaters. Hier lernte er bei Roma Bahn und Karl Meixner. 1949 hatte er seine erste Rolle als stummer Diener in Eine Dummheit macht auch der Gescheiteste am Ostberliner Theater am Schiffbauerdamm. 1951 wechselte Wussow an die Städtischen Bühnen in Frankfurt am Main. Mitte der 1950er Jahre wurde er von Gustaf Gründgens in Hamburg abgelehnt und anschließend von Karl-Heinz Stroux nach Düsseldorf geholt, wo er als Jupiter in Amphitryon debütierte. 1959 wurde er entlassen. Es folgten Stationen in Köln, München und Zürich. Von 1964 bis 1986 war er Ensemblemitglied des Wiener Burgtheaters.

### Film und Fernsehen
Ende der 1950er Jahre wurde der Film auf Wussow aufmerksam. Sein Filmdebüt gab Wussow als Oberleutnant in Werner Klinglers Kriegsfilm Blitzmädels an die Front von 1958. In den 1960er spielte er in der ZDF-Produktion Die fünfte Kolonne mit. In den 1970er Jahren wirkte Wussow vor allem als Darsteller in Fernsehserien mit, beispielsweise in der 26-teiligen Serie Der Kurier der Kaiserin (1970). Er spielte auch in Sergeant Berry mit, verließ die Serie jedoch nach dreizehn Episoden und wurde später durch Harald Juhnke ersetzt. Außerdem spielte er in der Serie Ringstraßenpalais mit.
Einem breiten Publikum wurde Wussow durch seine Rolle als Professor Brinkmann in 70 Folgen der Fernsehserie Die Schwarzwaldklinik (1985–1988) im ZDF bekannt. Wussow wurde eigens für die Dreharbeiten zur Schwarzwaldklinik von Claus Peymann, dem damaligen Intendanten des Wiener Burgtheaters, beurlaubt. Aufgrund des enormen Erfolges der in Glottertal spielenden Krankenhaus-Serie schied er 1986, nach letzten Theaterauftritten in Wien, aus dem Ensemble des Burgtheaters aus. Rund 28 Millionen Zuschauer pro Sendung verfolgten damals die Serie, die ihm eine sehr große Popularität sicherte. Da es sein ursprünglicher Berufswunsch war, Arzt zu werden, widmete er sich der Rolle des Prof. Brinkmann mit besonderer Freude. Von 1996 bis 2003 spielte Wussow erneut eine Chefarzt-Rolle in 23 Folgen der ARD-Reihe Klinik unter Palmen.

### Sprechrollen und sonstige Tätigkeiten
Neben der Schauspielerei machte sich Wussow auch einen Namen als Autor, Maler und Synchronsprecher (unter anderem als Frollo im Walt-Disney-Film Der Glöckner von Notre Dame, Sprache und Gesang, 1996). Wussow war auch an einer Reihe von Hörspielproduktionen beteiligt; beispielsweise 1957 als Peter Koslowski in dem Fünfteiler Am grünen Strand der Spree, der vom SWF unter der Regie von Gert Westphal produziert wurde.

### Privates und Tod
Klausjürgen Wussow war insgesamt viermal verheiratet. Eine Tochter, Konstanze Wussow, stammt aus seiner ersten Ehe (1951 bis 1960) mit der Schauspielerin Jolande Franz (1927–2015). Aus der Ehe mit der Schauspielerin Ida Krottendorf (1960 bis 1991) stammen zwei Kinder: Barbara und Alexander Wussow, beide ebenfalls Schauspieler. Sein Schwiegersohn ist der Schauspieler Albert Fortell. Der dritten Ehe (1992 bis 2003) mit der 26 Jahre jüngeren Journalistin Yvonne Viehöfer entstammt der 1993 geborene Benjamin Wussow, der heute als christlicher Missionar in Spanien lebt. Die Ehe wurde 2003 geschieden. 2004 heiratete Wussow Sabine Scholz, die Witwe des Boxers Bubi Scholz.

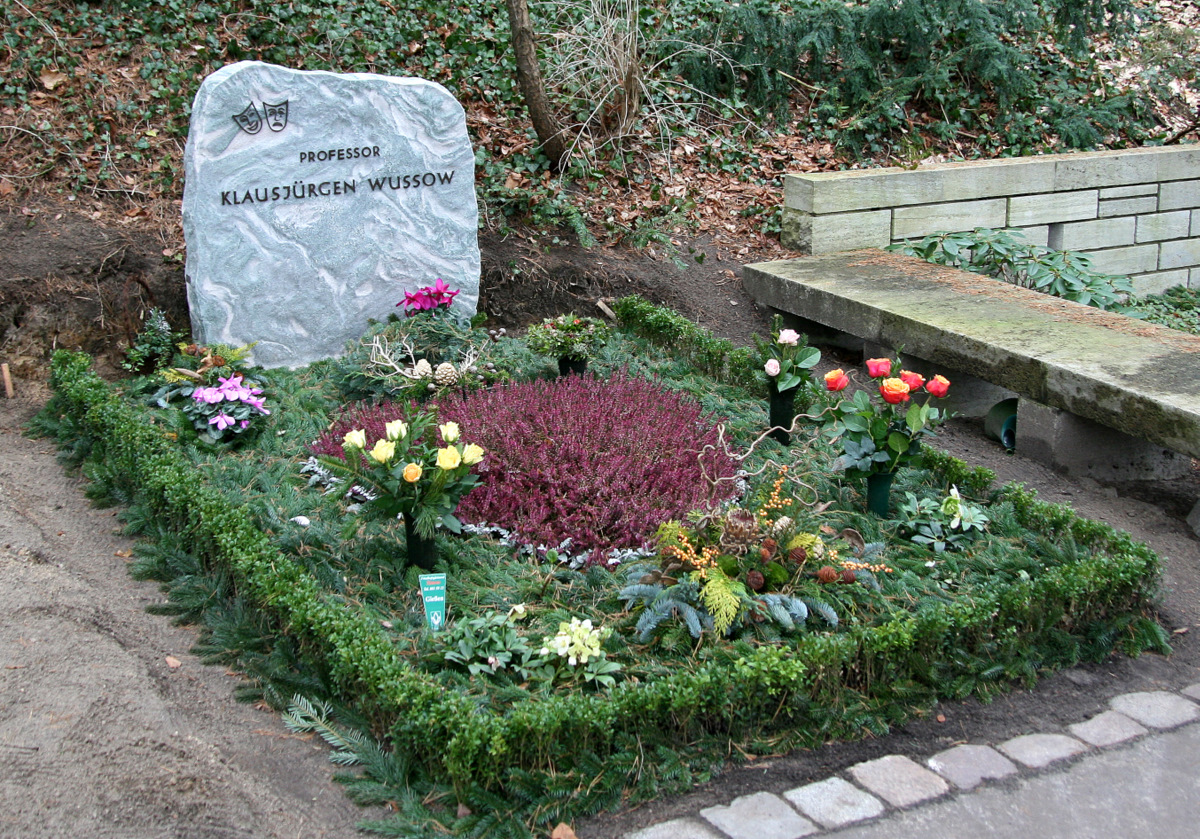
Grab von Klausjürgen Wussow auf dem Friedhof Heerstraße in Berlin-Westend

Der an Demenz leidende Klausjürgen Wussow lebte ab Juli 2006 in einem Pflegeheim in Strausberg in Brandenburg. In den letzten Monaten seines Lebens musste er nach einem Kreislaufkollaps auf der Intensivstation des Evangelischen Krankenhauses Rüdersdorf bei Berlin behandelt werden. Dort starb er am 19. Juni 2007 im Alter von 78 Jahren.
Trotz einer testamentarischen Verfügung Wussows aus dem Jahr 2000, neben seiner zweiten Frau Ida Krottendorf in Wien-Grinzing beigesetzt zu werden, wurde der Schauspieler am 30. Juni 2007 nach einer Trauerfeier in der Kaiser-Wilhelm-Gedächtniskirche in Berlin auf dem Friedhof Heerstraße in Berlin-Westend beigesetzt (Grablage: Erb. 2-D-2). Die Predigt hielt, einem Wunsch Wussows entsprechend, der Fernsehpfarrer Jürgen Fliege, der auch die Aussegnung am Grab vornahm.

## Staatsbürgerschaft
Während seiner Zeit als Ensemblemitglied am Wiener Burgtheater wurde Wussow die österreichische Staatsbürgerschaft im Interesse der Republik verliehen. Medial wurde eine Ehrenstaatsbürgerschaft Wussows verbreitet, eine solche gibt es jedoch in Österreich nicht. Im Zusammenhang mit seiner Scheidung von Ida Krottendorf Ende der 1980er Jahre gab er die österreichische Staatsbürgerschaft wieder auf und verlor damit auch seinen Pensionsanspruch am Burgtheater. Im Juli 2000 zitierte die Zeitschrift News, dass Wussow den Bundespräsidenten Thomas Klestil gebeten habe, „mir meine Staatsbürgerschaft wieder zu geben“. Ob es dazu bis zu seinem Tod noch gekommen ist, ist nicht überliefert.

## Filmografie

### Kino
- 1958: Blitzmädels an die Front
- 1959: Arzt aus Leidenschaft
- 1960: Endstation Rote Laterne
- 1960: Der rote Kreis
- 1960: Soldatensender Calais
- 1960: Eine Frau fürs ganze Leben
- 1960: Agatha, laß das Morden sein!
- 1961: Der grüne Bogenschütze
- 1961: Im 6. Stock
- 1961: Das letzte Kapitel
- 1962: Heißer Hafen Hongkong
- 1964: Die Tote von Beverly Hills
- 1966: Sechs Pistolen jagen Professor Z (Comando de asesinos)
- 1967: Operation Taifun (Con la muerte a la espalda)
- 1975: Monika und die Sechzehnjährigen
- 1979: Götz von Berlichingen mit der eisernen Hand
- 1981: Der Bockerer
- 1985: Nägel mit Köpfen
- 1986: Bitte laßt die Blumen leben
- 1992: Die Sonne über dem Dschungel (Venti dal Sud)
- 1997: Die furchtlosen Vier (Stimme)

### Fernsehen (Auswahl)
- 1961: Der jüngste Tag (Fernsehfilm)
- 1963: Jahre danach (Fernsehfilm)
- 1963: Der Tod des Handlungsreisenden (Fernsehfilm)
- 1963: Der arme Bitos… oder Das Diner der Köpfe (Fernsehfilm)
- 1964: Das Pferd (Fernsehfilm)
- 1964: Sergeant Dower muß sterben
- 1964: Die Verbrecher
- 1965: Yerma (Fernsehfilm)
- 1965: Bernhard Lichtenberg (Fernsehfilm)
- 1965, 1966: Die fünfte Kolonne (Fernsehserie, Folgen Blumen für Zimmer 19 und Ein Auftrag für…)
- 1966: Rette sich, wer kann oder Dummheit siegt überall (Fernsehfilm)
- 1967: Interpol (TV-Filmreihe): …geborene Lipowski
- 1968: Graf Yoster gibt sich die Ehre (Fernsehserie, Folge Die Straße nach unten)
- 1969: Schwester Bonaventura (Fernsehfilm)
- 1969: Asche des Sieges (Fernsehfilm)
- 1971: Hamburg Transit (Fernsehserie, Folge 35 Minuten Verspätung)
- 1970–1971: Der Kurier der Kaiserin (Fernsehserie, 26 Folgen)
- 1971: Oliver (Fernsehfilm)
- 1971: Der Kommissar (Fernsehserie, Folge Lisa Bassenges Mörder)
- 1974: Sergeant Berry (Fernsehserie, 13 Folgen)
- 1974: Verurteilt 1910 (Fernsehfilm)
- 1975: Am Wege (Fernsehfilm)
- 1978–1984: Der Alte (Fernsehserie, drei Folgen)
- 1979: Das Licht der Gerechten (La lumière des justes, Fernsehserie)
- 1979: Tatort: Freund Gregor (Fernsehreihe)
- 1979–1997: Derrick (Fernsehserie, sechs Folgen)
- 1980: Kolportage (Fernsehfilm)
- 1980: Kabale und Liebe (Fernsehspiel)
- 1981: Tarabas (Fernsehfilm)
- 1982: Tatort: Trimmel und Isolde
- 1983: Ringstraßenpalais (Fernsehserie, Folge Eine Rechnung wird bezahlt)
- 1983: Liebe hat ihre Zeit (Fernsehfilm)
- 1983: Mich wundert, daß ich so fröhlich bin (Fernsehfilm)
- 1983: Das Traumschiff: Marrakesch – (Fernsehreihe)
- 1984: Heiße Wickel – kalte Güsse (Fernsehserie)
- 1985: Der Sonne entgegen (Fernsehserie, fünf Folgen)
- 1985–1989: Die Schwarzwaldklinik (Fernsehserie, 71 Folgen)
- 1986: Hessische Geschichten (Fernsehserie, Folge Die Fachdiagnose)
- 1989: Ein Geschenk des Himmels (Fernsehfilm)
- 1989: Geld macht nicht glücklich (Fernsehfilm)
- 1990: Wohin die Liebe fällt (Fernsehfilm)
- 1990: Die spät bezahlte Schuld (Fernsehfilm)
- 1990: Kartoffeln mit Stippe
- 1990–1993: Ein Schloß am Wörthersee (Fernsehserie, Folgen Der Pechvogel und Die goldene Nase)
- 1991: Das Traumschiff – Disney World
- 1992: Der Fotograf oder Das Auge Gottes (Fernsehserie)
- 1993: Auf Messers Schneide (La scalata) (Fernsehserie, 6 Folgen)
- 1993: Ein besonderes Paar (Fernsehserie)
- 1993: Wolffs Revier (Fernsehserie, Folge Die Tochter)
- 1993: Ein unvergeßliches Wochenende… auf Capri (Fernsehreihe)
- 1993: Die Skrupellosen – Hörigkeit des Herzens (Fernsehfilm)
- 1993: Familienehre (Fernsehfilm)
- 1994: Cornelius hilft (Fernsehserie, Folge Haifisch am Haken)
- 1995: Das Traumschiff – Mauritius
- 1995: Liebling, ich muß auf Geschäftsreise (Fernsehfilm)
- 1995: Ein Richter zum Küssen (Fernsehfilm)
- 1995: Tatort: Mordnacht
- 1995: Rosamunde Pilcher – Wolken am Horizont (Fernsehreihe)
- 1996–2003: Klinik unter Palmen (Fernsehserie, 23 Folgen)
- 1996: Tanz auf dem Vulkan (Fernseh-Miniserie)
- 1996: Spiel des Lebens (Fernsehserie, Folge Nachtasyl)
- 1996: Die Männer vom K3 (Fernsehserie, Folge Tomskys letzte Reise)
- 1996: Mona M. – Mit den Waffen einer Frau (Fernsehserie, Folge Unter Verdacht)
- 1996: Peter Strohm (Fernsehserie, Folge Solo für die Primadonna)
- 1997: Ärzte – Vollnarkose
- 1998: girl friends – Freundschaft mit Herz, Wiedersehen in Palma (Fernsehfilm)
- 1999: Herz über Bord (1999) (Fernsehfilm)
- 1999: Geschichten aus dem Leben (Fernsehserie, Folge Zwei kleine Affären)
- 1999: Gaukler der Liebe (Fernsehfilm)
- 1999–2000: Siska (Fernsehserie, Folgen Die 10 % Bande und Herrn Lohmanns gesammelte Mörder)
- 2000: Zwei Dickköpfe mit Format (Fernsehfilm)
- 2000, 2003: Unser Charly (Fernsehserie, Folgen Der blinde Passagier und Schmetterlinge im Bauch)
- 2001: Ein Stück vom Glück (Fernsehfilm)
- 2001: Zwei unter einem Dach (Fernsehfilm)
- 2001: Großstadtrevier (Fernsehserie, Folge Der süße Betrug)
- 2001: Wilder Kaiser (Fernsehserie, Folge Der Wolf)
- 2002: girl friends – Freundschaft mit Herz (Fernsehserie, Folgen Vaterliebe und Ein schwerer Schlag)
- 2002: Ein Fall für zwei (Fernsehserie, Folge Penthouse mit Leiche)
- 2002: Klinikum Berlin Mitte – Leben in Bereitschaft (Fernsehserie, Folge Abgesperrt)
- 2002: Ein himmlisches Weihnachtsgeschenk (Fernsehfilm)
- 2003: Heimatgeschichten – Der Schatzgräber (Fernsehserie, Folge Der Schatzgräber)
- 2004: In aller Freundschaft (Fernsehserie, Folge Ein Mann fürs Leben)
- 2005: Die Schwarzwaldklinik – Die nächste Generation (Fernsehfilm)
- 2005: Die Schwarzwaldklinik – Neue Zeiten (Fernsehfilm)

## Hörspiele (Auswahl)
- 1961: Georges Simenon: Maigret und der gelbe Hund. Bearbeitung: Gert Westphal. Regie: Heinz-Günter Stamm BR. Veröffentlichung: Der Audio Verlag 2005, ISBN 978-3-89813-390-6.
- 1967: Eduard von Keyserling: Abendliche Häuser. Regie: Fritz Schröder-Jahn (Hörspiel – BR)
- 1972: Bertolt Brecht: Der verwundete Sokrates. Regie: Ferry Bauer (Hörspielbearbeitung – ORF Oberösterreich)
- 1972: Ernest Hemingway: Das kurze glückliche Leben des Francis Macomber. Regie: Ferry Bauer (Hörspielbearbeitung – ORF Oberösterreich)
- 1984: Rolf Hochhuth: Ärztinnen. (Riemenschild) Regie: Ferry Bauer (Hörspielbearbeitung – ORF Oberösterreich)

## Hörbücher (Auswahl)
- Iwan Turgenjew: Erste Liebe. Der Audio Verlag, 2016, ISBN 978-3-86231-874-2.

## Auszeichnungen
- 1985: Goldene Kamera
- 1985: Fernsehpreis Bambi[15]
- Deutschland: Bundesverdienstkreuz am Bande
- Österreich: Berufstitel Professor